# Sevendust
«Sevendust» — американський рок-гурт, утворений 1994 року в Атланті (Джорджія), США.

## Учасники
Теперішні
- Лайон Візерспун: спів (з 1994)
- Джон Конноллі: ритм-гітара (1994—2004, з 2008)
- Клінт Лавері: гітара, бек-вокал (з 1994)
- Вінс Хорнсбі: бас-гітара (з 1994)
- Морган Роуз: ударні, перкусія (з 1994)

Колишні
- Сонні Мейо: гітари (2005—2008)

## Дискографія
- 1997 — Sevendust
- 1999 — Home
- 2001 — Animosity
- 2003 — Seasons
- 2005 — Next
- 2007 — Alpha
- 2008 — Hope and Sorrow
- 2010 — Cold Day Memory